# Chéserex
Chéserex är en ort och  kommun i distriktet Nyon i kantonen Vaud, Schweiz. Kommunen har 1 276 invånare (2023).